# Кэлеров дифференциал
Кэлеровы дифференциалы представляют собой адаптацию дифференциальных форм для произвольных коммутативных колец или схем. Это понятие было введено Эрихом Келером в 1930-х.

## Определение
Пусть {\displaystyle R} и {\displaystyle S} — коммутативные кольца и {\displaystyle \varphi :R\to S} — гомоморфизм колец. Важный пример — это когда {\displaystyle R} является полем, а {\displaystyle S} — унитальной алгеброй над {\displaystyle R} (такой, как координатное кольцо аффинного многообразия). Кэлеровы дифференциалы формализуют то наблюдение, что производная многочлена снова является многочленом. В этом смысле понятие дифференцирования может быть выражено чисто алгебраически. Это наблюдение можно превратить в определение модуля дифференциалов
{\displaystyle \Omega _{S/R}.}
несколькими эквивалентными способами.

### Определение при помощи дифференцирований
{\displaystyle R}-линейное дифференцирование алгебры {\displaystyle S} — это гомоморфизм {\displaystyle R}-модулей {\displaystyle d\colon S\to M} в {\displaystyle S}-модуль {\displaystyle M}, содержащий образ {\displaystyle R} в своём ядре и удовлетворяющий правилу Лейбница {\displaystyle d(fg)=f\,dg+g\,df}. Модуль кэлеровых дифференциалов определяется как {\displaystyle S}-модуль {\displaystyle \Omega _{S/R}}, для которого существует универсальное дифференцирование {\displaystyle d\colon S\to \Omega _{S/R}}. Как и с другими универсальными свойствами, это значит, что d — это наилучшее возможное дифференцирование, в том смысле, что любое другое дифференцирование может быть получено из него при помощи композиции с гомоморфизмом {\displaystyle S}-модулей. Другими словами, композиция с d индуцирует, для любого {\displaystyle S}-модуля M, изоморфизм {\displaystyle S}-модулей
{\displaystyle \operatorname {Hom} _{S}(\Omega _{S/R},M){\xrightarrow {\cong }}\operatorname {Der} _{R}(S,M).}
Конструкцию ΩS/R и d можно произвести путём построения свободного {\displaystyle S}-модуля с одной образующей ds для каждого {\displaystyle s} из {\displaystyle S} и факторизации по соотношениям
- dr = 0,
- d(s + t) = ds + dt,
- d(st) = s dt + t ds,

для всех {\displaystyle r} из {\displaystyle R} и всех {\displaystyle s} и {\displaystyle t} из {\displaystyle S}. Универсальное дифференцирование переводит {\displaystyle s} в {\displaystyle ds}. Из соотношений следует, что универсальное дифференцирование является гомоморфизмом {\displaystyle R}-модулей.

### Определение при помощи аугментационного идеала
Другая конструкция производится путём рассмотрения идеала {\displaystyle I} в тензорном произведении {\displaystyle S\otimes _{R}S}, определяемого как ядро отображения умножения {\displaystyle S\otimes _{R}S\to S,\Sigma s_{i}\otimes t_{i}\mapsto \Sigma s_{i}\cdot t_{i}}. Тогда модулю кэлеровых дифференциалов может быть определён как ΩS/R = I / I2, а универсальное дифференцирование — как гомоморфизм d, определяемый формулой
{\displaystyle ds=1\otimes s-s\otimes 1.}
Чтобы увидеть, что эта конструкция эквивалентна предыдущей, заметим, что I является ядром проекции {\displaystyle S\otimes _{R}S\to S\otimes _{R}R}, задаваемой формулой {\displaystyle \Sigma s_{i}\otimes t_{i}\mapsto \Sigma s_{i}\cdot t_{i}\otimes 1}. Поэтому мы имеем:
{\displaystyle S\otimes _{R}S\equiv I\oplus S\otimes _{R}R.}
Тогда {\displaystyle S\otimes _{R}S/S\otimes _{R}R} может быть отождествлено с I путём отображения, индуцируемого дополнительной проекцией {\displaystyle \Sigma s_{i}\otimes t_{i}\mapsto \Sigma s_{i}\otimes t_{i}-\Sigma s_{i}\cdot t_{i}\otimes 1}.
Это отождествляет {\displaystyle I} с {\displaystyle S}-модулем, порождённым формальными образующими {\displaystyle ds} для {\displaystyle s} из {\displaystyle S}, причём {\displaystyle d} является гомоморфизмом {\displaystyle R}-модулей, переводящим любой элемент {\displaystyle R} в ноль. Факторизация по {\displaystyle I^{2}} в точности накладывает правило Лейбница.

## Примеры и базовые свойства
Для любого коммутативного кольца R, кэлеровы дифференциалы кольца многочленов {\displaystyle S=R[t_{1},\dots ,t_{n}]} образуют свободный S-модуль ранга n, порождённый дифференциалами переменных:
{\displaystyle \Omega _{R[t_{1},\dots ,t_{n}]/R}^{1}=\bigoplus _{i=1}^{n}R[t_{1},\dots t_{n}]\,dt_{i}.}
Кэлеровы дифференциалы согласуются с расширением скаляров, в том смысле, что для второй R-алгебры R′ и для {\displaystyle S'=R'\otimes _{R}S} существует изоморфизм
{\displaystyle \Omega _{S/R}\otimes _{S}S'\cong \Omega _{S'/R'}.}
В частности, кэлеровы дифференциалы согласуются с локализациями, в том смысле, что если W — это мультипликативное подмножество S, то существует изоморфизм
{\displaystyle W^{-1}\Omega _{S/R}\cong \Omega _{W^{-1}S/R}.}
Если даны два гомоморфизма {\displaystyle R\to S\to T}, то существует короткая точная последовательность T-модулей
{\displaystyle \Omega _{S/R}\otimes _{S}T\to \Omega _{T/R}\to \Omega _{T/S}\to 0.}
Если {\displaystyle T=S/I} для некоторого идеала I, то член {\displaystyle \Omega _{T/S}} зануляется и последовательность продолжается влево следующим образом:
{\displaystyle I/I^{2}{\xrightarrow {[f]\mapsto df\otimes 1}}\Omega _{S/R}\otimes _{S}T\to \Omega _{T/R}\to 0.}

## Кэлеровы дифференциалы для схем
Так как кэлеровы дифференциалы согласованы с локализацией, их можно построить на общей схеме, применяя любое из приведённых выше определений для аффинных схем и склеивая. Однако второе определение имеет геометрическую интерпретацию, которая глобализуется немедленно. В этой интерпретации I представляет идеал, задающий диагональ в расслоенном произведении Spec(S) на себя над Spec(S) → Spec(R). Эта конструкция более геометрична, в том смысле, что она отражает понятие первой инфинитезимальной окрестности диагонали, при помощи зануляющихся на ней функций по модулю функций, зануляющихся во втором порядке. Более того, это можно обобщить на произвольный морфизм схем {\displaystyle f\colon X\to Y}, определяя {\displaystyle {\mathcal {I}}} как идеал диагонали в расслоенном произведении {\displaystyle X\times _{Y}X}. Кокасательный пучок {\displaystyle \Omega _{X/Y}={\mathcal {I}}/{\mathcal {I}}^{2}}, вместе с дифференцированием {\displaystyle d\colon {\mathcal {O}}_{X}\to \Omega _{X/Y}}, определяющимся аналогично предыдущему, является универсальным среди {\displaystyle f^{-1}{\mathcal {O}}_{Y}}-линейных дифференцирований {\displaystyle {\mathcal {O}}_{X}}-модулей. Если U — открытая аффинная подсхема X, образ которой в Y содержится в открытой аффинной подсхеме V, то кокасательный пучок ограничивается на пучок на U, который также универсален. Следовательно, это пучок, ассоциированный с модулем кэлеровых дифференциалов для колец, соответствующих U и V.
Аналогично коммутативно-алгебраическому случаю, существуют точные последовательности, ассоциированные с морфизмами схем. Если даны морфизмы схем {\displaystyle f:X\to Y} и {\displaystyle g:Y\to Z}, то существует точная последовательность пучков на {\displaystyle X}
{\displaystyle f^{*}\Omega _{Y/Z}\to \Omega _{X/Z}\to \Omega _{X/Y}\to 0}
Также, если {\displaystyle Z\subset X} — это замкнутая подсхема, заданная пучком идеалов {\displaystyle {\mathcal {I}}}, то существует точная последовательность пучков
{\displaystyle {\frac {\mathcal {I}}{{\mathcal {I}}^{2}}}\to \Omega _{X/Y}\otimes {\mathcal {O}}_{Z}\to \Omega _{Z/Y}\to 0}
на {\displaystyle Z}